# Литературен час
„Литературен час“ е български седмичник за литература, изкуство, наука и обществени въпроси.
Излиза в София в периода 10 април 1935 г. – 4 ноември 1940 г. Редактор е П. К. Чинков. Появяването на изданието е свързано до голяма степен с разцеплението в редакцията на вестник „Литературен глас“. Обявява се за „свободна трибуна на напредничавата българска общественост“, която ще обедини обществени и културни дейци в името на мира, свободата и напредъка. В условията на предвоенна обстановка вестникът призовава българската интелигенция към „обща воля за безкористна обществена служба и за творчество на големи духовни ценности“. В този дух е „Позивът към българската общественост“, който вестникът обнародва от името на главните си сътрудници през 1936 г.
През първите години на отпечатването си вестник „Литературен час“ е издържан в демократичен дух, който най-пряко се проявява в статиите по обществено-политически въпроси („За диктатурата“, „Водачът на демокрацията“ от Асен Златаров, „Войната не е неизбежна“ от Георги Бакалов), в разглеждането на международните събития. Изданието отразява и разнородните прояви на изкуството в България. Помества отзиви за театрални и оперни представления, запознава читателите с представители на артистичния свят. Има отделна рубрика за киновести. Отделено е място за културни новини от провинцията. Особено широко е застъпена художествената литература. Белетристиката е представена от изтъкнати и млади, обещаващи творци – Константин Петканов, Мария Грубешлиева, Ив. Вельов, Борис Светлинов, Ст. Ц. Даскалов, Крум Григоров, Д. Чавдаров-Челкаш, Павел Вежинов. Репортажи отпечатват Матвей Вълев – Босяка, В. Геновска, Кр. Белев. Поетични творби обнародват Бленика, Магда Петканова, Мария Грубешлиева, Младен Исаев, Камен Зидаров, П. Матеев, Александър Геров, Веселин Ханчев, който печата ранните си стихове от Испания.
В „Литературен час“ се разискват актуални литературни въпроси и проблеми от литературното наследство – автори са Ангел Тодоров, Л. Цветаров, Борис Делчев, Иван Клинчаров, Никола Ланков, Тодор Павлов, Людмил Стоянов, Славчо Васев, Ст. Станчев и други. Посвещават се статии на видни български писатели и поети – Христо Ботев, П. К. Яворов, Г. П. Стаматов, Алеко Константинов, Йордан Йовков, както и на руски класици – А. С. Пушкин, Н. А. Некрасов, Л. Н. Толстой. Често се поместват информации за съветската, унгарската, полската и други литератури. Редовно се рецензират литературни и други книги – „В страната на съветите“ от Асен Златаров, „Мадрид гори“ от Светослав Минков, „Златният телец“ от И. Илф и Е. Петров и много други.
През последната си година вестникът променя облика си. Превръща се в информационно издание, което се занимава предимно с обществено-политически въпроси. Литературните материали почти изчезват. В идейните му позиции се забелязва преориентация към правителствената прогерманска политика. Вестникът е илюстриран.